# بوریس مایوروف
بوریس مایوروف (انگلیسی: Boris Mayorov؛ زادهٔ ۱۱ فوریهٔ ۱۹۳۸) بازیکن هاکی روی یخ اهل شوروی بود.